# Topobates lanceolatus
Topobates lanceolatus är en kvalsterart som först beskrevs av Wallwork 1977.  Topobates lanceolatus ingår i släktet Topobates och familjen Scheloribatidae. Inga underarter finns listade i Catalogue of Life.